# Кадиєв Роллан Кемалевич
Ролла́н Кема́левич Кади́єв (крим. Rollan Kemal oğlu Qadıyev 9 квітня 1937, с. Азек, Бахчисарайський район, Кримська АРСР — 15 травня 1990, м. Самарканд, Узбецька РСР) — радянський фізик, дисидент і правозахисник, один з лідерів кримськотатарського національного руху в 1960—1980-х роках.
Був єдиним вченим з південних республік, включеним до Ради астрофізики та гравітації Академії наук СРСР. За участь в національному русі був двічі засуджений.

## Біографія
Роллан Кадиєв народився 9 квітня 1937 року в Криму. Ім'я отримав на честь французького письменника Ромена Роллана. Сестру Роллана його батьки Кемал і Селіме назвали Тюльпаною — в знак майбутнього квітучого життя. 18 травня 1944 роки сім'я була депортована до Узбекистану в рамках насильницького виселення кримськотатарського народу.
Навчався на фізичному факультеті Самаркандського державного університету (закінчив у 1959 році з відзнакою), після закінчення якого залишився працювати на кафедрі теоретичної фізики. Наукові та педагогічні інтереси Кадиєва були зосереджені на області теорії відносності, астрофізики, проблем гравітації. З 1966 року був учасником і одним з лідерів кримськотатарського національного руху. У серпні 1967 року підготував тексти «Звернення кримськотатарської молоді Самаркандської області», «Звернення кримськотатарського народу» на ім'я Генерального секретаря ЦК КПРС Л. І. Брежнєва, під якими активно збирав підписи співвітчизників. Після виходу Указу Президії Верховної Ради СРСР «Про громадян татарської національності, які проживали в Криму» виступив з його критикою в Самаркандському державному університеті, за що в подальшому неодноразово піддавався тиску з боку КДБ.
У цей же час, буваючи в Москві, познайомився з багатьма радянськими правозахисниками (зокрема, Олексієм Костеріним і Петром Григоренком). У травні 1968 року перед запланованою масштабною акцією протесту в Москві був затриманий і висланий з Москви разом з ще 300 кримськими татарами. Кадиєв разом з активістом національного руху Ізмаїлом Язиджієвим склав і поширив «Закритий лист членам ініціативних груп Самаркандської області», в якому детально описувалися ці події.
Влітку 1968 року в Тбілісі на П'ятій Міжнародній конференції з проблем теорії відносності Кадиєв спільно Лєнуром Аріфовим представив доповідь «Нові експериментальні підтвердження загальної теорії відносності». Цей виступ зробив молодих учених відомими в наукових колах. Однак після конференції Роллан дав інтерв'ю західним журналістам про становище кримських татар, про що стало відомо КДБ. Після повернення Кадиєва в Самарканд у його будинку було проведено обшук, а в жовтні 1968 року Роллан Кадиєв був заарештований. Десять підсудних — серед них і Кадиєв — звинувачувалися в тому, що вони «включилися в активну діяльність з вирішення так званого кримськотатарського питання. Зазначені особи тривалий час займалися виготовленням і розповсюдженням різного роду документів, які містять завідомо неправдиві вигадки, які порочать радянський державний і суспільний лад, збором підписів під цими документами, проведенням нелегальних зборищ». На процесі вів активний захист і сказав яскраве останнє слово. Був засуджений до трьох років позбавлення волі за статтею КК 191-4 з утриманням у колонії загального режиму.
У 1970-ті роки був одним з укладачів «Касаційного заяви», адресованої ЦК КПРС, в якій містилася вимога скасування всіх указів і постанов про кримських татар, які носили дискримінаційний характер. Критикував Конституцію СРСР 1977 року за статті, в яких розглядався національне питання.
У листопаді 1979 року був вдруге заарештований, цього разу за «злісне хуліганство» (вдарив парторга університету). Був знову засуджений до трьох років позбавлення волі, цього разу з утриманням у колонії суворого режиму.
Після звільнення отримав заборону на викладання та став лаборантом СамГУ. Відтак захистив кандидатську дисертацію та отримав посаду доцента. Кандидат фізико-математичних наук, він спеціалізувався на проблемах релятивістської теорії. Ролан Кадиєв був єдиним ученим з південних республік СРСР, включеним до Ради астрофізики та гравітації Академії наук СРСР.
Наприкінці 1980-х років став опонентом радикальних соратників по національному руху, займаючи помірковану позицію.
Помер у Самарканді 15 травня 1990 року.

## Пам'ять
На честь Роллана Кадиева названі вулиці в Євпаторії, Білогірську, селі Піонерське (Сімферопольський район).